# Polishusparken

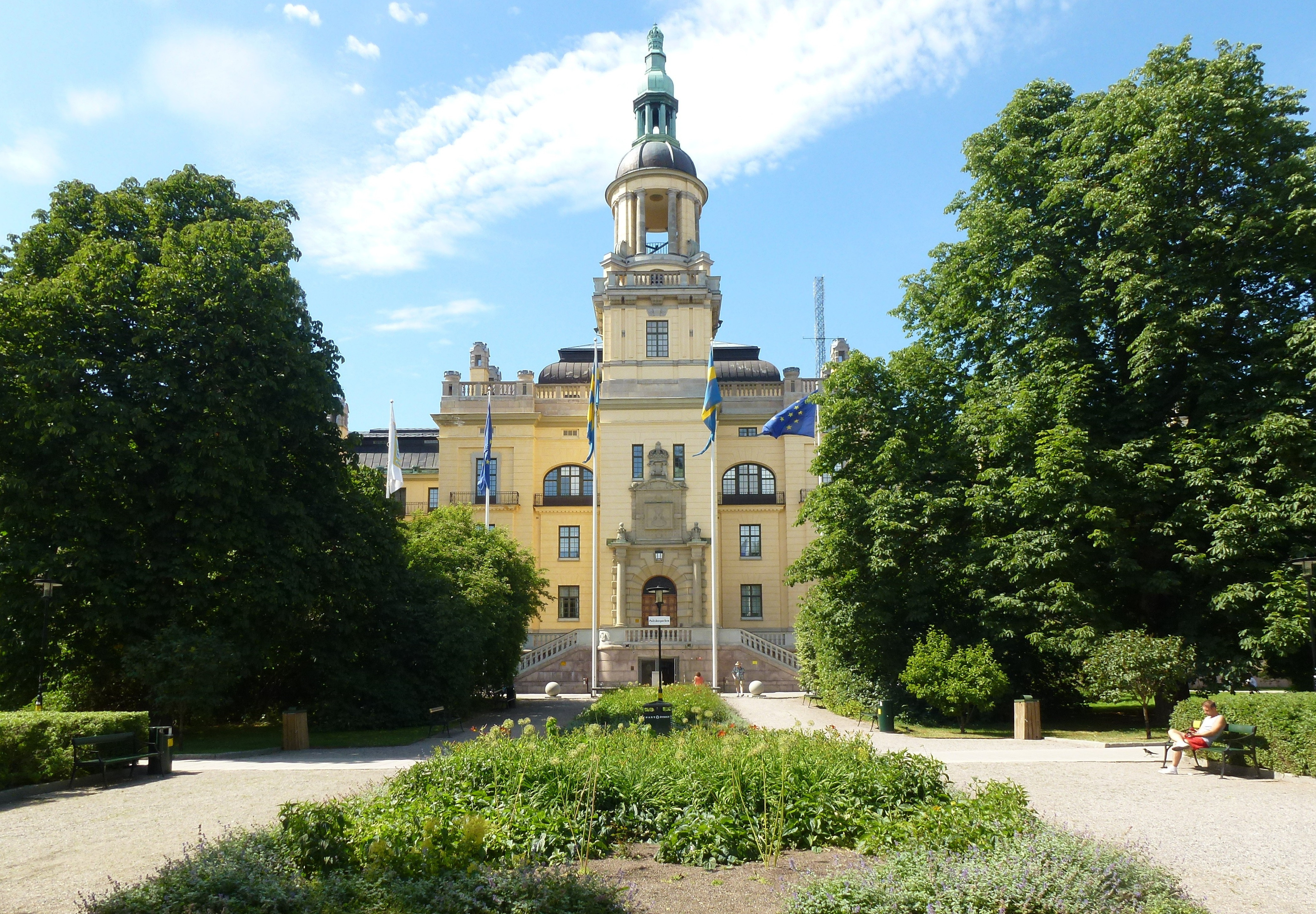
Polishusparken, vy mot Polishuset.

Polishusparken är en park på Kungsholmen i centrala Stockholm, som  anlades i början av 1900-talet då Stockholms polishus byggdes. Parken ligger mellan Rådhusparken och polishuset och utökades på 1990-talet med en del av Agnegatan som byggdes om till park.  
I parken finns många olika trädslag till exempel sykomorlönn, hagtorn, pelarek och blågran.